# Gruß an Bord
Gruß an Bord ist eine Hörfunksendung des Norddeutschen Rundfunks (NDR), die seit 1953 an Heiligabend ausgestrahlt wird. Bei der Sendung können Angehörige von Seeleuten Weihnachtsgrüße an Besatzungen weltweit aussprechen.

## Konzept
Familienmitglieder und Freunde von Seeleuten senden dem NDR vorab Grußbotschaften, die in einer abends am 24. Dezember ausgestrahlten Sendung verlesen werden.

## Geschichte

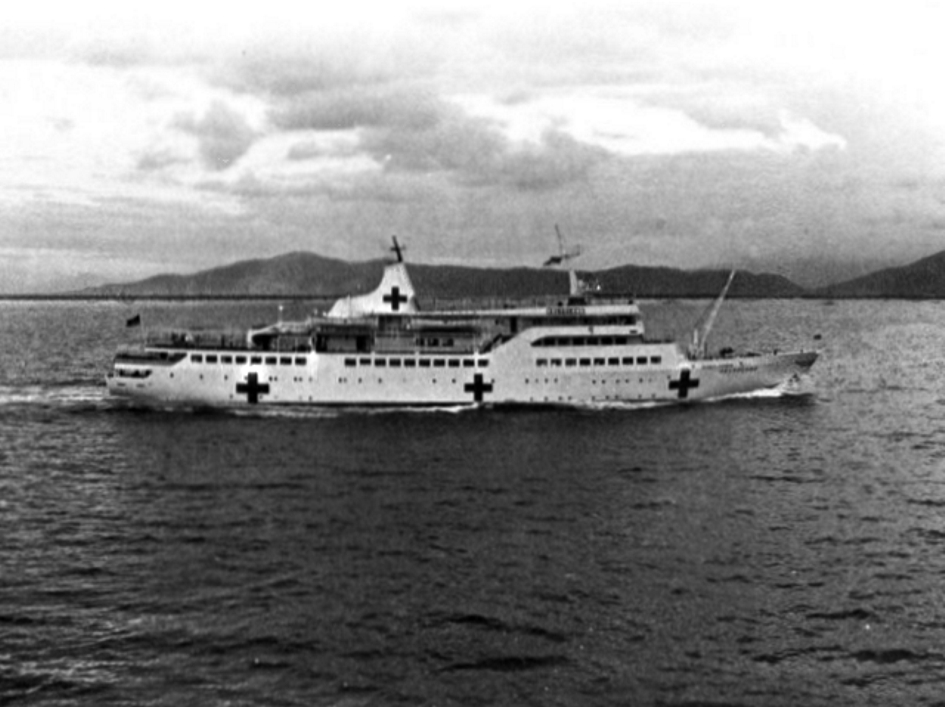
Während des Vietnamkriegs war das Hospitalschiff Helgoland regelmäßiger Gast der Sendung.

Gruß an Bord wurde erstmals an Heiligabend 1953 über die Küstenfunkstelle Norddeich Radio ausgestrahlt. Damit ist die Sendung eine der ältesten Hörfunksendungen. Moderiert wurde die Sendung zunächst von Hans Hermann Schlünz, dann von Hermann Rockmann später von Herbert Fricke. Inzwischen wird Gruß an Bord von Birgit Langhammer und Ocke Bandixen moderiert. Adressaten der Sendung waren beziehungsweise sind unter anderem die Besatzungen von Frachtschiffen, Kreuzfahrtschiffen, Marineschiffen, Seenotrettungskreuzern, Forschungsschiffen und Segelyachten auf Weltumseglung.

## Empfang
Gruß an Bord wird auf den terrestrischen Frequenzen und im Digitalradio von NDR Info und NDR Info Spezial ausgestrahlt. Zusätzlich mietet der NDR Kurzwellenfrequenzen an, über die die Sendung auf den Meeren und in Häfen weltweit empfangen werden kann.

## Rezeption
Die Sendung Gruß an Bord gilt als „Klassiker“, „Kultsendung“ und „legendär“. Sie hat ein Millionenpublikum.

„‚Gruß an Bord‘ […] ist für Seeleute das, was ‚Dinner for One‘ für Landratten ist: eine Institution, nicht wegzudenken.“

„‚Gruß an Bord‘ funktioniert nicht nur als ein liebenswerter Anachronismus. Es ist wie ein Fenster in eine andere Zeit. Daran lässt sich erklären, wie rasant und gründlich sich die Seefahrt verändert hat – und was doch für immer unveränderlich bleibt.“

Rezensionen (Auswahl)
- Stefan Krücken: Gemeinsam einsam. In: Spiegel Geschichte. 24. Dezember 2022.
- Jens Brambusch: Oh Du Traurige. In: float. 24. Dezember 2021.
- Günter Beyer: Seemannssehnsucht übers Radio. In: Deutschlandfunk Kultur. 16. Dezember 2015.
- Eggert Lüthje: Weihnachten im Sturm, plötzlich ertönt der „Gruß an Bord“. In: Hamburger Abendblatt. 23. Dezember 2020.
- Simone Deckner: See, Sehnsucht und Kartoffelsalat. In: Hinz&Kunzt. Nr. 250, 28. November 2013 (hinzundkunzt.de).
- Oliver Schmidt: Heiligabend auf Hoher See. In: Die Tageszeitung. 24. Dezember 2009.
- Holger Szyska: „Gruß an Bord“ – Klassiker mit Tränen-Garantie. In: Die Welt. 24. Dezember 2001.